# Combovin
Combovin est une commune française située dans le département de la Drôme, en région Auvergne-Rhône-Alpes.

## Géographie

### Localisation
Combovin est située à 20 km à l'est de Valence et à 7 km de Chabeuil.

### Hydrographie
Trois rivières ou ruisseaux parcourent le territoire bas de la commune : la Véore (affluent du Rhône), la Cursayes et la Vollonge.

### Climat
Pour des articles plus généraux, voir Climat d'Auvergne-Rhône-Alpes et Climat de la Drôme.
En 2010, le climat de la commune est de type climat méditerranéen altéré, selon une étude du CNRS s'appuyant sur une série de données couvrant la période 1971-2000. En 2020, Météo-France publie une typologie des climats de la France métropolitaine dans laquelle la commune est exposée à un climat de montagne ou de marges de montagne et est dans une zone de transition entre les régions climatiques « Moyenne vallée du Rhône » et « Alpes du nord ».
Pour la période 1971-2000, la température annuelle moyenne est de 11,7 °C, avec une amplitude thermique annuelle de 17,4 °C. Le cumul annuel moyen de précipitations est de 1 068 mm, avec 8,7 jours de précipitations en janvier et 5,1 jours en juillet. Pour la période 1991-2020, la température moyenne annuelle observée sur la station météorologique de Météo-France la plus proche, « Valence-Chabeui »sur la commune de Chabeuil à 5 km à vol d'oiseau, est de 13,3 °C et le cumul annuel moyen de précipitations est de 873,9 mm,. Pour l'avenir, les paramètres climatiques de la commune estimés pour 2050 selon différents scénarios d'émission de gaz à effet de serre sont consultables sur un site dédié publié par Météo-France en novembre 2022.

## Urbanisme

### Typologie
Au 1er janvier 2024, Combovin est catégorisée commune rurale à habitat dispersé, selon la nouvelle grille communale de densité à 7 niveaux définie par l'Insee en 2022.
Elle est située hors unité urbaine. Par ailleurs la commune fait partie de l'aire d'attraction de Valence, dont elle est une commune de la couronne,. Cette aire, qui regroupe 71 communes, est catégorisée dans les aires de 200 000 à moins de 700 000 habitants,.

### Occupation des sols
L'occupation des sols de la commune, telle qu'elle ressort de la base de données européenne d’occupation biophysique des sols Corine Land Cover (CLC), est marquée par l'importance des forêts et milieux semi-naturels (70,5 % en 2018), une proportion sensiblement équivalente à celle de 1990 (70,9 %). La répartition détaillée en 2018 est la suivante : 
forêts (55 %), prairies (19,1 %), milieux à végétation arbustive et/ou herbacée (15,5 %), zones agricoles hétérogènes (9,4 %), zones urbanisées (0,7 %), terres arables (0,3 %), espaces ouverts, sans ou avec peu de végétation (0,1 %). L'évolution de l’occupation des sols de la commune et de ses infrastructures peut être observée sur les différentes représentations cartographiques du territoire : la carte de Cassini (XVIIIe siècle), la carte d'état-major (1820-1866) et les cartes ou photos aériennes de l'IGN pour la période actuelle (1950 à aujourd'hui).

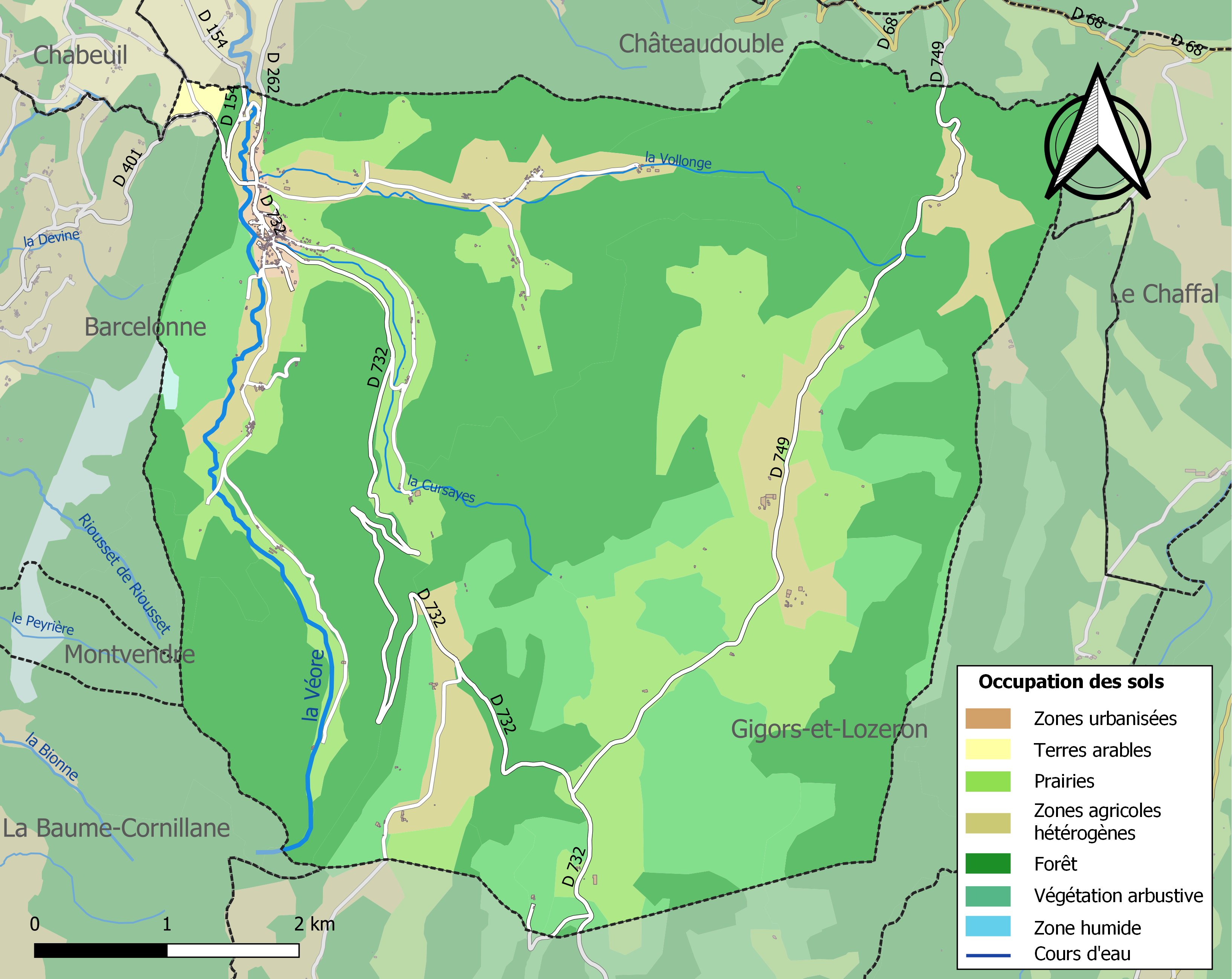
Carte des infrastructures et de l'occupation des sols de la commune en 2018 (CLC).

## Toponymie

### Attestations
Dictionnaire topographique du département de la Drôme :
- 1225 : Combauvi (cartulaire de Léoncel, 95) ;
- 1282 : Combovinum (cartulaire de Léoncel, 247) ;
- XIVe siècle : mention du prieuré : Prioratus de Combovino (pouillé de Valence) ;
- 1540 : mention de la paroisse : Cura Combovini (rôle de décimes) ;
- 1549 : mention de la paroisse : Cura Combovii (rôle de décimes) ;
- 1891 : Combovin, commune du canton de Chabeuil.

## Histoire
Pour un article plus général, voir Histoire de la Drôme.

### Du Moyen Âge à la Révolution
La seigneurie : 
- Fief des comtes de Valentinois[13].
- Au point de vue féodal, Combovin faisait partie de la terre et mandement de Châteaudouble jusque vers 1640[12].
- 1640 : il en fut démembré au profit des Blaches[12] (Falcoz de la Blache[réf. nécessaire]).
- 1688 : avec le Chaffal, Combovin forme une seigneurie distincte appartenant aux La Croix-Chevrières, derniers seigneurs[12].

1580 (démographie) : 200 chefs de famille.
1789 (démographie) : 190 chefs de famille.
Avant 1790, Combovin était une communauté de l'élection et subdélégation de Valence et de la sénéchaussée de Crest, formant une paroisse du diocèse de Valence. Son église, dédiée à saint Martin, était celle d'un prieuré de l'ordre de Cluny qui, dépendant de celui de Lagrand (Hautes-Alpes), lui fut uni dans le cours du XVIIe siècle, et dont le titulaire avait la collation de la cure et les dîmes de Combovin.

### De la Révolution à nos jours
Combovin fait partie du canton de Chabeuil depuis 1790.
Durant la Seconde Guerre mondiale, Combovin a été le lieu d'implantation d'un maquis important, notamment sur le plateau de Marquet (communauté de Boimondau dirigée par Marcel Barbu) et des Griolles. En conséquence le village a été bombardé par la Luftwaffe le 22 juin 1944, tuant neuf personnes et détruisant le centre du village. Les fermes du plateau ont fait l'objet d'une répression sanglante. Un odonyme local rappelle ces événements : « Rue du 22-Juin-1944 »[réf. nécessaire].

## Politique et administration

### Liste des maires
| Période                                  | Période   | Identité        | Étiquette | Qualité  |
| ---------------------------------------- | --------- | --------------- | --------- | -------- |
| Les données manquantes sont à compléter. |           |                 |           |          |
| 1989                                     | 2001      | René Format     |           |          |
| mars 2001                                | mars 2008 | Yvette Gatti    |           |          |
| mars 2008                                | 2012      | Gilles Dufaud   |           |          |
| octobre 2012                             | mars 2014 | Pascal Le Nôtre |           |          |
| mars 2014                                | En cours  | Séverine Bouit  |           | Employée |

## Population et société

### Démographie
L'évolution du nombre d'habitants est connue à travers les recensements de la population effectués dans la commune depuis 1793. Pour les communes de moins de 10 000 habitants, une enquête de recensement portant sur toute la population est réalisée tous les cinq ans, les populations de référence des années intermédiaires étant quant à elles estimées par interpolation ou extrapolation. Pour la commune, le premier recensement exhaustif entrant dans le cadre du nouveau dispositif a été réalisé en 2004.

En 2022, la commune comptait 472 habitants, en évolution de +15,4 % par rapport à 2016 (Drôme : +2,64 %, France hors Mayotte : +2,11 %).
| 1793 | 1800 | 1806 | 1821 | 1831 | 1836 | 1841 | 1846 | 1851 |
| ---- | ---- | ---- | ---- | ---- | ---- | ---- | ---- | ---- |
| 722  | 760  | 743  | 886  | 840  | 816  | 792  | 815  | 838  |

| 1856 | 1861 | 1866 | 1872 | 1876 | 1881 | 1886 | 1891 | 1896 |
| ---- | ---- | ---- | ---- | ---- | ---- | ---- | ---- | ---- |
| 762  | 783  | 750  | 686  | 619  | 587  | 590  | 584  | 527  |

| 1901 | 1906 | 1911 | 1921 | 1926 | 1931 | 1936 | 1946 | 1954 |
| ---- | ---- | ---- | ---- | ---- | ---- | ---- | ---- | ---- |
| 530  | 520  | 486  | 402  | 400  | 371  | 323  | 275  | 254  |

| 1962 | 1968 | 1975 | 1982 | 1990 | 1999 | 2004 | 2006 | 2009 |
| ---- | ---- | ---- | ---- | ---- | ---- | ---- | ---- | ---- |
| 219  | 217  | 214  | 259  | 341  | 361  | 400  | 406  | 410  |

| 2014 | 2019 | 2022 | - | - | - | - | - | - |
| ---- | ---- | ---- | - | - | - | - | - | - |
| 401  | 449  | 472  | - | - | - | - | - | - |

### Enseignement
La commune est rattachée à l'académie de Grenoble.

### Manifestations culturelles et festivités
- Fête : dimanche suivant le 20 juillet[13].

#### Loisirs
- Randonnées[13].
- Pêche[13].

### Médias
Le territoire de la commune se situe dans l'aire de diffusion de plusieurs médias :

#### Presse écrite
- Le Dauphiné libéré, quotidien régional qui consacre, chaque jour, y compris le dimanche, dans son édition de « Romans et Drôme des collines » un ou plusieurs articles à l'actualité du canton et de la commune, ainsi que des informations sur les éventuelles manifestations locales, les travaux routiers, et autres événements divers à caractère local.
- L'Agriculture Drômoise, journal d'informations agricoles et rurales, couvre l'ensemble du département de la Drôme.
- Drôme Hebdo (ancien Peuple Libre), hebdomadaire chrétien d'informations.

#### Presse audio-visuelle
La commune est située sur l'aire de diffusion de Ici Drôme Ardèche, une radio publique également diffusée sur tout le territoire du département de la Drome et de l'Ardèche.

## Économie
En 1992 : pâturages (ovins, bovins), bois, céréales / Produit local : tommes de chèvres.

### Tourisme
- Site du village au pied de collines boisées[13].
- Point de vue de la route du Pas de Boussière[13].

## Culture locale et patrimoine

### Lieux et monuments

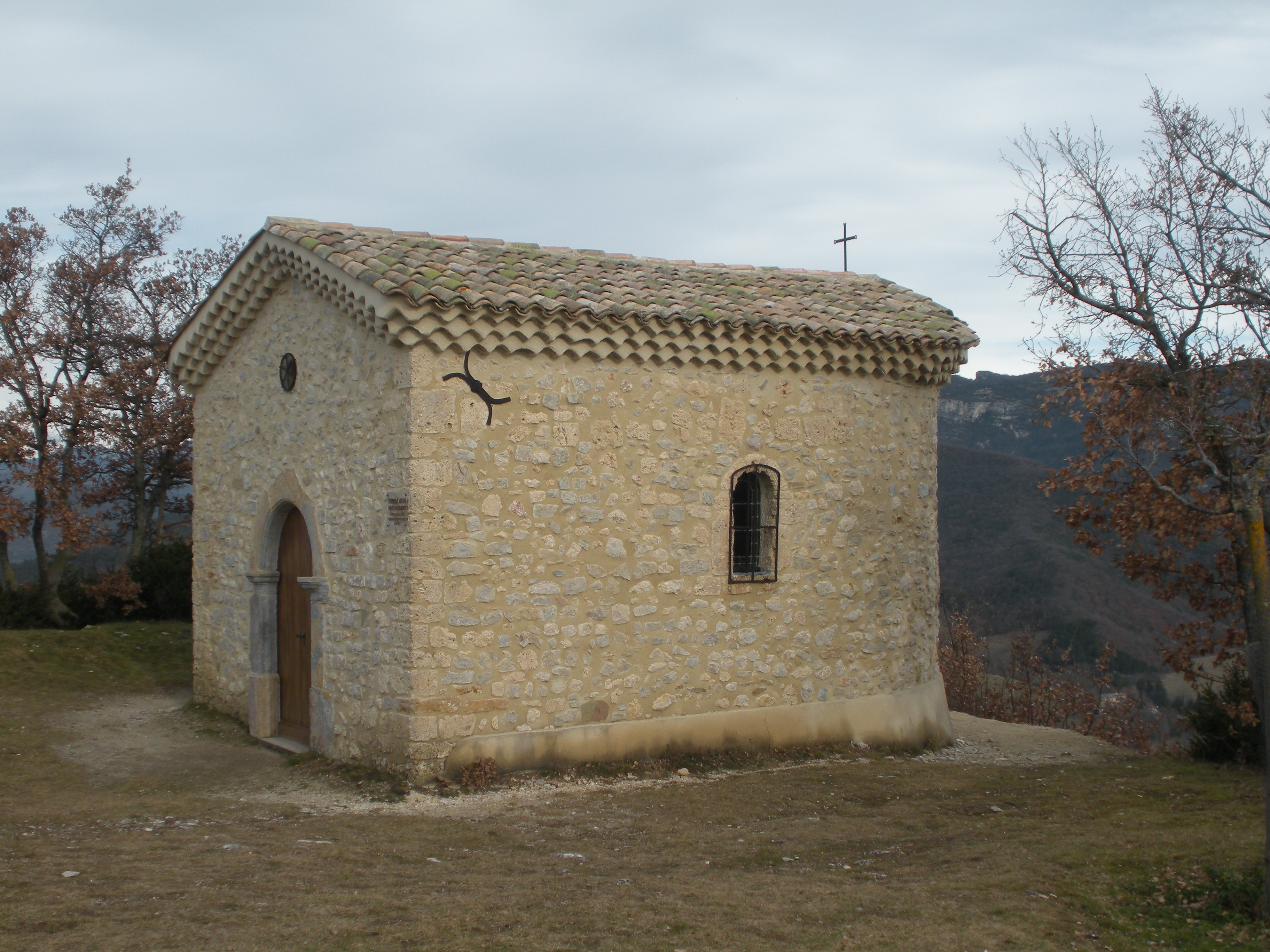
Chapelle Sainte-Marguerite.

- Chapelle Sainte-Marguerite du XIXe siècle (début XIXe siècle, sur des fondations plus anciennes[réf. nécessaire]). C'est un lieu de pèlerinage[13].
- Église Saint-Martin, ancien prieuré de Combovin, du XIXe siècle[13].
- Temple protestant[13].

### Personnalités liées à la commune
- L'écrivain Guillaume de Fonclare évoque le village, dans lequel il a passé une partie de son enfance, dans son récit Dans ma peau, paru en 2010 (Éditions Stock).

### Héraldique, logotype et devise
|  | Combovin possède des armoiries dont l'origine et le blasonnement exact ne sont pas disponibles. |